# White City (Floryda)
White City – jednostka osadnicza w Stanach Zjednoczonych, w stanie Floryda, w hrabstwie St. Lucie.